# 터키항공 981편 추락 사고
터키항공 981편 추락 사고(영어: Turkish Airlines Flight 981)는 튀르키예 이스탄불의 아타튀르크 국제공항을 출발해 프랑스 파리 오를리 공항을 경유한 뒤 영국 런던의 히스로 공항으로 향하던 비행기였다. 1974년 3월 3일 DC-10이 비행을 시작했으나 프랑스의 에흐므농빌르 숲(en)에 추락하여 탑승자 346명이 전원 사망했으며 사건 직후 이 추락 사고는 항공 역사상 최악의 사고가 되었다. 이 사고는 DC-10 항공편 사고 중 가장 많은 사상자를 기록했으며 동시에 기체 하나로 역대 사건중 두번째로 치명적이면서 생존자가 없고 프랑스 땅에서 일어난 가장 최악의 사고이며 유럽 사고 중 두번째로 최악인 항공 사고로 기록된 이 사고는 비행기가 추락한 지점인 에흐므농빌르 항공참사로도 알려져 있다.
사고는 비행기 뒤의 안전하지 않은 화물도어가 부서지며 폭발적인 감압으로 비행기를 조종하는데 중요한 역할의 케이블이 끊어진 것이 원인이 되었다. DC-10들의 생산 이전과 이후에 존재하던 디자인 결함이 고쳐지지 않고 남았기 때문에 화물 승강구가 확실하게 잠겨지지 않았고, 수동 절차 역시 승강구가 확실하게 잠긴것으로 신뢰하게 만들었다. 승강구 문제는 이전에도 일어났는데, 가장 동일한 사건이 1972년에 일어난 윈저 사건이라고 불리는 아메리칸 항공 96편 사고였다.
해당 DC-10 기체는 본래 전일본공수로 인도될 예정이었다. 그러나 기체의 완성을 앞두고 전일본공수가 L-1011을 주문하면서 DC-10의 주문을 취소해, 터키항공이 MD에서 임차했다. 이 사고는 테네리페 참사, 일본항공 123편 추락 사고, 차르키다드리 상공 공중 충돌 이후로 4번째로 최악의 항공 사고이다.

## 명단
| 국적                | 승객 | 승무원 | 총합 |
| ------------------- | ---- | ------ | ---- |
| 영국                | 86   | 4      | 90   |
| 튀르키예            | 43   | 4      | 47   |
| 일본                | 44   | 0      | 44   |
| 미국                | 17   | 0      | 17   |
| 프랑스              | 14   | 3      | 17   |
| 이탈리아            | 10   | 0      | 10   |
| 태국                | 9    | 0      | 9    |
| 오스트리아          | 7    | 0      | 7    |
| 중국                | 6    | 0      | 6    |
| 브라질              | 5    | 0      | 5    |
| 홍콩                | 5    | 0      | 5    |
| 캐나다              | 4    | 0      | 4    |
| 아르헨티나          | 3    | 0      | 3    |
| 덴마크              | 3    | 0      | 3    |
| 포르투갈            | 3    | 0      | 3    |
| 세르비아            | 3    | 0      | 3    |
| 대만                | 3    | 0      | 3    |
| 오스트레일리아      | 2    | 0      | 2    |
| 칠레                | 2    | 0      | 2    |
| 체코                | 2    | 0      | 2    |
| 헝가리              | 2    | 0      | 2    |
| 인도                | 2    | 0      | 2    |
| 멕시코              | 2    | 0      | 2    |
| 필리핀              | 2    | 0      | 2    |
| 싱가포르            | 2    | 0      | 2    |
| 대한민국            | 2    | 0      | 2    |
| 아프가니스탄        | 1    | 0      | 1    |
| 방글라데시          | 1    | 0      | 1    |
| 벨기에              | 1    | 0      | 1    |
| 볼리비아            | 1    | 0      | 1    |
| 카메룬              | 1    | 0      | 1    |
| 중앙아프리카 공화국 | 1    | 0      | 1    |
| 키프로스            | 1    | 0      | 1    |
| 콩고 민주 공화국    | 1    | 0      | 1    |
| 에콰도르            | 1    | 0      | 1    |
| 이집트              | 1    | 0      | 1    |
| 에티오피아          | 1    | 0      | 1    |
| 핀란드              | 1    | 0      | 1    |
| 독일                | 1    | 0      | 1    |
| 그리스              | 1    | 0      | 1    |
| 기니비사우          | 1    | 0      | 1    |
| 온두라스            | 1    | 0      | 1    |
| 인도네시아          | 1    | 0      | 1    |
| 이란                | 1    | 0      | 1    |
| 아일랜드            | 1    | 0      | 1    |
| 이스라엘            | 1    | 0      | 1    |
| 케냐                | 1    | 0      | 1    |
| 라오스              | 1    | 0      | 1    |
| 말레이시아          | 1    | 0      | 1    |
| 말리                | 1    | 0      | 1    |
| 모리타니            | 1    | 0      | 1    |
| 모로코              | 1    | 0      | 1    |
| 모잠비크            | 1    | 0      | 1    |
| 미얀마              | 1    | 0      | 1    |
| 네덜란드            | 1    | 0      | 1    |
| 뉴질랜드            | 1    | 0      | 1    |
| 니카라과            | 1    | 0      | 1    |
| 니제르              | 1    | 0      | 1    |
| 노르웨이            | 1    | 0      | 1    |
| 파키스탄            | 1    | 0      | 1    |
| 파라과이            | 1    | 0      | 1    |
| 페루                | 1    | 0      | 1    |
| 폴란드              | 1    | 0      | 1    |
| 세네갈              | 1    | 0      | 1    |
| 소말리아            | 1    | 0      | 1    |
| 남아프리카 공화국   | 1    | 0      | 1    |
| 스페인              | 1    | 0      | 1    |
| 스리랑카            | 1    | 0      | 1    |
| 수단                | 1    | 0      | 1    |
| 스웨덴              | 1    | 0      | 1    |
| 스위스              | 1    | 0      | 1    |
| 토고                | 1    | 0      | 1    |
| 베트남              | 1    | 0      | 1    |
| 예멘                | 1    | 0      | 1    |
| 잠비아              | 1    | 0      | 1    |
| 짐바브웨            | 1    | 0      | 1    |
| Total               | 335  | 11     | 346  |

## 같이 보기
- 알로하 항공 243편 사고
- 일본항공 123편 추락 사고
- 유나이티드 항공 811편 해치 탈락 사고
- 아메리칸 항공 96편 화물칸 해치 탈락 사고
- 알래스카 항공 1282편